# 1828 у літературі

## Твори
- «Полтава» — поема Олександра Пушкіна.

## Видання
- Видано перший китайський феміністичний роман — «Квіти у дзеркалі» (кит.: 鏡花緣) Лі Жу-чженя.

## Народились
- 8 лютого — Жуль Верн (фр. Jules Verne), французький письменник-фантаст (помер у 1905).
- 20 березня — Генрік Ібсен (норв. Henrik Ibsen), класик норвезької літератури та світової драматургії (помер у 1906).
- 7 квітня — Джеймс Герріот, англійський письменник (помер у 1916).
- 16 червня — Безсонов Петро Олексійович, російський фольклорист (помер у 1898).
- 24 липня — Чернишевський Микола Гаврилович, російський літературний критик і публіцист (помер у 1889).

## Померли
- 5 січня — Кобаясі Ісса, японський поет, майстер хайку (народився в 1763).